# 黑河坝乡
黑河坝乡是中国陕西省汉中市略阳县下辖的一个乡。

## 行政区划
黑河坝乡下辖以下行政区：
黑河坝村、高家坎村、岩房坝村、大黄院村、和平村、木渠村